# Arcus aortae
Arcus aortae, Aortas (hovedpulsårens) bue. Stykket mellem aorta ascendens og aorta descendens, altså den mest kranielle del af hele aorta.
Pulsårens bøjning er på lidt over 180º i det vertikale, lodrette plan. Desuden løber den en smule dorsalt, bagud. Hvis ikke den gjorde det, ville den skulle gå gennem hjertet; i stedet går den bagom.
Arcus aortae afgiver tre store pulsårer til forsyning af hoved og overekstremiteter:
1. truncus brachiocephalicus,
  - som forsyner højre arm (går over i arteria subclavia og senere a. brachialis dextra)
  - og højre side af halsen, hjernen og hovedet (via grenen arteria carotis communis dextra).
2. arteria carotis communis sinistra, der forsyner venstre side af hoved, hjerne og hals,
3. arteria subclavia sinistra, der forsyner venstre arm (går over i arteria brachialis sinistra).

De to aa. subclaviae afgiver desuden mindre kar til forsyning af hals, forreste del af brystkassen og andre væv i og omkring regionen.